# Aeródino
Aeródino é a designação genérica das aeronaves mais pesadas que o ar, dotadas ou não de meios próprios de propulsão, cuja sustentação principal é obtida a partir de reações aerodinâmicas. O estudo, o desenvolvimento e a exploração (utilização) dos aeródinos situam-se dentro de um ramo da aeronáutica denominado aviação.

## Tipos de aeródinos
Existem vários tipos de aeródinos. Eles se diferem essencialmente em função de 4 aspectos:
1. O modo como as reações aerodinâmicas ocorrem para prover sustentação.
2. O tipo e modo de funcionamento das asas (quando elas existem).
3. O modo de propulsão.
4. A atitude de voo (modo como o aeródino pousa, decola e desloca-se através do ar).

### Exemplos de aeródinos
- Autogiro (ou girocóptero)
- Avião (ou aeroplano)
- Avrocar
- Convertiplano
- Ecranoplano
- Helicóptero
- Motoplanador
- Ornitóptero
- Planador